# 歌舞伎役者の屋号一覧
歌舞伎役者の屋号一覧（かぶき やくしゃの やごう いちらん）では、過去・現在に存在した歌舞伎役者の屋号をあげる。ただし、伝統的な歌舞伎の屋号を継承しない新派や前進座の役者の屋号は省いた。

## 解説
歌舞伎役者の屋号は、江戸時代のはじめ頃に商人にならって用いるようになった。市川宗家の「成田屋」をその嚆矢とするといわれる。
当初「河原者」と呼ばれて非人扱いだった芝居役者が、町奉行所における裁きで良民と認められたのは宝永5年（1708年）のことだった。その結果、それまでは裏路地や横丁に押しやられていた役者も、胸を張って表通りに住居を構えることができるようになった。しかし当時表通りに居を構えることができるような富をもっていたのは裕福な商家ぐらいのもので、金なら唸るほどあっても身分がなかった役者にとって、良民になったからといってすぐに表通りに割り込むのはさすがに気が引けた。そこで財力に余裕のある役者のなかには実家の生業の江戸店（えどだな、「江戸支店」）を出してみたり、新規に自らの商店を始めたりする者もいた。すると、そもそも副業からの収入が生計の安定には不可欠だった脇役の役者たちも軒なみ右へ倣えで、こぞって小規模な店を出すようになった。商店を持つ者同士がお互いのことを屋号で呼び合うのは今日でも同じである。この慣行がやがて芝居関係者を通じて一般に広まり、今日のようによく知られた役者屋号となった。

## 主な歌舞伎役者の屋号
過去・現在に存在した役者屋号を網羅した。またそれぞれの屋号にはそれを用いる主な名跡を添えた。同じ名跡でも代によって屋号が変わることがあるので注意されたい。なお、屋号・名跡・定紋の詳細についてはそれぞれのリンク先の記事を参照されたい。
以下表中、五十音順。漢字は新旧両字体の混用による間違いを避けるため、本表では特に見出し語の表記を伝統的な旧字体に統一した。ただし、昭和24年の新字体導入以後に新たに立てられた屋号や名跡については新字体に従った。

### あ行
| 屋号   | よみ       | 主な名跡 |
| ------ | ---------- | --- |
| 明石屋 | あかしや   | 大谷友右衞門、大谷廣右衞門（五・六代目）、大谷廣太郞、大谷廣松、 大谷廣次（五代目）                                                |
| 吾妻屋 | あづまや   | 中村芝鶴（先初代） |
| 淡路屋 | あわじや   | 笹野高史 |
| 伊勢屋 | いせや     | 三桝大五郞（三代目） |
| 伊丹屋 | いたみや   | 嵐橘三郞、嵐璃寛（二代目）、嵐德三郞（二代目）                                                                                     |
| 井筒屋 | いづつや   | 實川額十郞、實川延三郞、姬路屋中村仲藏（二代目）                                                                                   |
| 梅髙屋 | うめだかや | 中村梅雀 |
| 江戸屋 | えどや     | 藤川友吉、中村雀右衞門（初代） |
| 蛭子屋 | えびすや   | 中村歌右衞門（二代目） |
| 大坂屋 | おおさかや | 三桝大五郞（二・三代目）、惣領甚六（二代目）                                                                                       |
| 大橋屋 | おおはしや | 尾上幸藏（二代目）、尾上紋三郞（四代目）                                                                                           |
| 大見屋 | おおみや   | 市川壽美藏（三代目） |
| 岡嶋屋 | おかじまや | 嵐吉三郞、嵐璃寛（初代）、嵐德三郞（初代）、嵐小六（六代目）                                                                       |
| 小谷屋 | おだにや   | 市川男女藏（二代目） |
| 音羽屋 | おとわや   | 尾上菊五郞、尾上菊之助、尾上丑之助、尾上梅幸、尾上松綠、 尾上辰之助、坂東彦三郞、尾上松助、尾上松也、尾上多見藏                    |
| 澤瀉屋 | おもだかや | 市川猿之助、市川團子、市川段四郎、市川青虎、市川亀治郎、 市川笑也、市川春猿、市川月乃助、市川笑三郎、 市川猿弥、市川中車（九代目） |
| 尾張屋 | おわりや   | 關三十郞（二〜六代目） |

### か行
| 屋号     | よみ         | 主な名跡 |
| -------- | ------------ | --- |
| 加賀屋   | かがや       | 中村歌右衞門（初・三代目）、中村芝翫（初・三代目）、中村魁春、 中村東藏、中村松江、加賀屋福之助、加賀屋鶴助、加賀屋歌七 |
| 柏屋     | かしわや     | 中村勘三郞（初〜十四代目）、中村勘九郞（初〜四代目）、 市川雷藏（初・二代目）                                           |
| 金田屋   | かねだや     | 淺尾工左衞門 |
| 川崎屋   | かわさきや   | 市川權十郞 |
| 川瀧屋   | かわたきや   | 澤村四郞五郞 |
| 河内屋   | かわちや     | 實川延若、實川延二郞、實川延郞                                                                                          |
| 菊屋     | きくや       | 市村羽左衞門（八〜十代目）                                                                                              |
| 紀伊國屋 | きのくにや   | 澤村宗十郞、澤村宗之助、澤村訥升、澤村田之助、澤村由次郞、 助髙屋髙助（初・三・四代目）、澤村源之助、澤村藤十郞         |
| 喜の字屋 | きのじや     | 森田／守田勘彌 |
| 京屋     | きょうや     | 中村雀右衞門、中村芝雀、中村京蔵                                                                                        |
| 京極屋   | きょうごくや | 尾上梅鶴、尾上松鶴、尾上松録                                                                                            |
| 京扇屋   | きょうせんや | 中村松江（四代目）、中村梅花                                                                                            |
| 京桝屋   | きょうますや | 三桝大五郞（三・四代目）                                                                                                |
| 具足屋   | ぐそくや     | 嵐冠十郞 |
| 髙麗屋   | こうらいや   | 松本幸四郞、松本白鸚、市川染五郞、松本金太郞、市川髙麗藏、松本錦吾                                                      |
| 小紅屋   | こべにや     | 市川市十郞、市川眼玉 |
| 駒村屋   | こまむらや   | 中村歌門、中村翫右衞門                                                                                                  |
| 小村屋   | こむらや     | 嵐巌笑 |
| 米屋     | こめや       | 小佐川七藏（初代） |

### さ行
| 屋号     | よみ         | 主な名跡                                                                          |
| -------- | ------------ | --------------------------------------------------------------------------------- |
| 堺屋     | さかいや     | 中村里好                                                                          |
| 榮屋     | さかいや     | 中村仲藏（初・三代目）                                                            |
| 櫻屋     | さくらや     | 市川雷藏（五代目）                                                                |
| 櫻㐂屋   | さくらぎや   | 片岡嶋之亟                                                                        |
| 佐野川屋 | さのがわや   | 佐野川萬菊、佐野川屋中村吉右衞門                                                  |
| 島屋     | しまや       | 惣領甚六（三代目）                                                                |
| 十字屋   | じゅうじや   | 大谷桂三                                                                          |
| 松鶴屋   | しょうかくや | 中村歌七、松本米三、松本米三郞                                                    |
| 正月屋   | しょうがつや | 大谷廣右衞門（四代目）                                                            |
| 新駒屋   | しんこまや   | 中村魁車、中村成太郞、中村太郞、中村芝鶴（初・二代目）、中村駒雀 中村芝雀（初代） |
| 新成田屋 | しんなりたや | 市川猿作、市川新十郞                                                              |
| 末廣屋   | すえひろや   | 中村宗十郞、中村霞仙                                                              |
| 助髙屋   | すけだかや   | 助髙屋髙助（五代目）、助髙屋小傳次                                                |
| 駿河屋   | するがや     | 大谷廣右衞門（三代目）、大谷廣次（二代目）                                        |
| 錢屋     | ぜにや       | 淺尾爲十郞、淺尾奧山                                                              |
| 扇駒屋   | せんこまや   | 中村松若                                                                          |
| 雜司谷屋 | ぞうしがや   | 岩井半四郞（三代目）                                                              |

### た行
| 屋号     | よみ         | 主な名跡                                                                                           |
| -------- | ------------ | -------------------------------------------------------------------------------------------------- |
| 大黑屋   | だいこくや   | 市川荒次郞、嵐三右衞門（七代目）                                                                   |
| 鯛屋     | たいや       | 山科政五郞、山科甚吉                                                                               |
| 髙砂屋   | たかさごや   | 中村梅玉、髙砂屋中村福助、中村政治郞、中村政之助                                                   |
| 髙島屋   | たかしまや   | 市川左團次、市川小團次（四・五代目）、市川子團次、市川九團次                                       |
| 髙嶋屋   | たかしまや   | 市川右團次、市川右之助                                                                             |
| 瀧乃屋   | たきのや     | 市川門之助、市川新車、市川小米                                                                     |
| 瀧野屋   | たきのや     | 市川男女藏、市川男寅                                                                               |
| 橘屋     | たちばなや   | 市村宇左衞門／羽左衛門、市村萬次郞、市村竹松、市村吉五郞、 市村家橘、市村鶴藏、助髙屋髙助（二代目) |
| 橘屋     | たちばなや   | 芳澤あやめ                                                                                         |
| 立花屋   | たちばなや   | 市川八百藏（四〜九代目）、市川中車（初代〜八代目）                                                 |
| 玉屋     | たまや       | 大川橋藏                                                                                           |
| 津の國屋 | つのくにや   | 嵐三右衞門（称十代目）                                                                             |
| 鶴屋     | つるや       | 鶴屋南北                                                                                           |
| 鶴屋     | つるや       | 市川右團次（初代）                                                                                 |
| 天王寺屋 | てんのうじや | 中村富十郞、中村鷹之資、中村龜鶴（初代）                                                           |
| 豐島屋   | てしまや     | 嵐芳三郞、嵐璃珏、嵐珏藏、嵐圭史、嵐広也                                                           |
| 巴屋     | ともえや     | 生島喜五郎                                                                                         |
| 富田屋   | とみたや     | 瀧中歌川                                                                                           |
| 富桝屋   | とみますや   | 片岡仁左衞門（預六代目）                                                                           |
| 豐田屋   | とよだや     | 阪東壽三郞                                                                                         |

### な行
| 屋号   | よみ       | 主な名跡 |
| ------ | ---------- | --- |
| 中村屋 | なかむらや | 中村勘三郞（十七・十八代目）、中村勘九郞（六代目）、 中村七之助（二代目）、中村勘太郞（二代目）、中村四郞五郞（七代目）                                                  |
| 成駒屋 | なりこまや | 中村歌右衞門（四〜六代目）、中村芝翫、中村福助、中村兒太郞、 中村梅之助、中村歌江、中村橋之助、中村鴈治郞（初〜三代目）、 中村扇雀（初〜三代目）、中村翫雀（初〜五代目） |
| 成駒家 | なりこまや | 中村鴈治郞（初・四代目）、中村扇雀（三代目）、中村壱太郎、中村虎之介 |
| 成田屋 | なりたや   | 市川團十郞、市川海老藏、市川新之助、市川三升、市川壽海、 市川小團次（四代目）、市川壽美藏（三・四代目）、嵐雛助（二・六・七代目）                                        |
| 南部屋 | なんぶや   | 尾上鯉三郞 |

### は行
| 屋号     | よみ       | 主な名跡 |
| -------- | ---------- | --- |
| 花びら屋 | はなびらや | 女流の日本舞踊家 |
| 濱村屋   | はまむらや | 瀬川菊之丞、瀬川吉次、瀬川菊三郞                                                                                    |
| 葉村屋   | はむらや   | 嵐璃寛、嵐德三郞、嵐寛壽郞                                                                                          |
| 播磨屋   | はりまや   | 中村吉右衞門、中村又五郞、中村歌六、市川鰕十郞、中村歌昇、 中村種太郞、中村種之助、市川市藏、中村吉之丞、中村もしほ |
| 日高屋   | ひだかや   | 中村富志郎 |
| 姬路屋   | ひめじや   | 中村仲藏 |
| 富士屋   | ふじや     | 市山富三郞 |
| 伏見屋   | ふしみや   | 嵐璃光 |
| 蓬萊屋   | ほうらいや | 市川八百藏（初・二代目）                                                                                            |

### ま行
| 屋号   | よみ       | 主な名跡 |
| ------ | ---------- | --- |
| 舞鶴屋 | まいづるや | 中村仲藏（三〜五代目）、中村鶴藏                                                                              |
| 政津屋 | まさつや   | 中村仲藏（二代目）                                                                                            |
| 升屋   | ますや     | 三桝大五郞（初代）                                                                                            |
| 升田屋 | ますだや   | 市川壽美藏（五〜七代目）、市川雷藏（八代目）                                                                  |
| 松喜屋 | まつきや   | 片岡松之亟 |
| 松嶋屋 | まつしまや | 片岡仁左衞門、片岡我當、片岡我童、片岡秀太郞、片岡芦燕、 片岡孝太郎、片岡愛之助（初〜四・六代目）、片岡千之助 |
| 松島屋 | まつしまや | 片岡市藏、片岡龜藏、片岡十藏                                                                                  |
| 松鶴屋 | まつつるや | 片岡當十郎 |
| 松廣屋 | まつひろや | 片岡愛之助（五代目）                                                                                          |
| 松美屋 | まつみや   | 片岡千次郎 |
| 丸屋   | まるや     | 大谷廣次（初・三・四代目）                                                                                    |
| 三河屋 | みかわや   | 市川團藏、市川團之助、市川銀之助、市川茂々太郞 市川荒五郞（三・四代目）、三河屋市川團子                       |
| 綠屋   | みどりや   | 片岡松之助 |
| 三芳屋 | みよしや   | 市川荒五郞（初代）、市川團藏（六代目）                                                                        |
| 美吉屋 | みよしや   | 上村吉彌、上村純弥                                                                                            |
| 紫屋   | むらさきや | 利根川金十郎                                                                                                  |

### や行
| 屋号   | よみ       | 主な名跡 |
| ------ | ---------- | --- |
| 山崎屋 | やまざきや | 河原崎権十郞、河原崎長十郞、河原崎國太郞、山崎權一                                                                              |
| 山城屋 | やましろや | 坂田藤十郞（四代目） |
| 大和屋 | やまとや   | 坂東玉三郞、坂東三津五郞、坂東志うか、岩井半四郞、岩井粂三郞                                                                    |
| 八幡屋 | やわたや   | 中村亀鶴（二代目） |
| 吉田屋 | よしだや   | 嵐三右衞門（初〜十代目）、嵐雛助（初・三〜五・八〜十代目）                                                                      |
| 吉村屋 | よしむらや | 市川八百藏（二代目） |
| 淀屋   | よどや     | 三桝大五郞（五代目） |
| 萬屋   | よろずや   | 中村歌六（五代目）、中村時藏（五代目）、中村歌昇（三・四代目）、 中村錦之助、中村獅童、中村種太郞（四代目）、中村種之助（初代） |

### ら行 わ行
| 屋号   | よみ       | 主な名跡   |
| ------ | ---------- | ---------- |
| 若松屋 | わかまつや | 学士俳優   |
| 綿屋   | わたや     | 小佐川常世 |

## 上方歌舞伎役者の屋号
かつて上方の歌舞伎役者の屋号は、上方で興行する際には「～家」とすることが多かった。この傾向は上方歌舞伎では明治から大正のころまで続いたが、平成時代には「～屋」の表記に統一された。しかし2015年になり、中村鴈治郎家が四代目中村鴈治郎の襲名を機に一門で「成駒家」に変更しており、「～家」とする屋号が復活した。
またかつて上方では、名題下の役者が名題に昇進する際にはあえて師匠（上方ではこれを「旦那」といった）と異なる屋号を選ぶことが多かった。

## 仮想の歌舞伎役者の屋号
主に新作歌舞伎や超歌舞伎で使用される。
| 屋号       | よみ       | 主な名跡         |
| ---------- | ---------- | ---------------- |
| 初音屋     | はつねや   | 初音ミク         |
| 重音屋     | かさねや   | 重音テト         |
| 鏡屋       | かがみや   | 鏡音リン         |
| 電話屋     | でんわや   | NTT              |
| オオアカ屋 | おおあかや | 23代目オオアカ屋 |